# 简少玉
简少玉（1950年—），汉族，中华人民共和国政治人物、第十一届全国政协委员。
加入台湾民主自治同盟，担任台盟中央委员、福建省委副主委、南平市委主委、福建省南平市人大常委。2008年，当选第十一届全国政协委员，代表中华全国台湾同胞联谊会，分入第二十四组。